# Frígia Menor
La Frígia Menor era una part de la regió de Frígia sorgida com entitat sota els perses que hi van formar una satrapia, coneguda pels grecs com a Frígia Hel·lespòntica i també com a Mísia (sovint anomenada satrapia de Dascilos, del nom de la capital). Després, amb l'imperi macedoni es va unir amb Alexandre el Gran a la Frígia Major, però es va dividir altre cop a la seva mort, quedant de nou unides el 319 aC.
La part nord va passar a Bitínia cap a l'any 301 aC i la resta als selèucides. Pèrgam es va fer independent potser el 280 aC al sud, i el centre va passar als gàlates. Als voltants del 240 aC Pèrgam va conquerir el centre. El 188 aC Pèrgam va rebre la Frígia Major i per la mateixa època també el nord de la Frígia Menor arrabassada a Bitínia.
La Frígia Menor i la satrapia de Dascilos estaven formades per tres districtes:
- al nord la Mísia (Mísia Menor)
- al centre la Frígia Epicteta (Mísia Major)
- al sud la Troade i Teutrània (després el Regne de Pèrgam)

Les ciutats eòlies de la costa van formar part de la satrapia de Dascilos però no pas de la regió de Frígia.